# Лукинское сельское поселение (Вологодская область)
Лукинское сельское поселение — упразднённое сельское поселение в составе Чагодощенского района Вологодской области.
Центр — деревня Анишино.
Образовано 1 января 2006 года в соответствии с Федеральным законом № 131 «Об общих принципах организации местного самоуправления в Российской Федерации».
В состав сельского поселения вошёл Лукинский сельсовет.
Законом Вологодской области от 26 ноября 2015 года № 3783-ОЗ, были преобразованы, путём их объединения, Белокрестское, Борисовское, Избоищское, Лукинское, Мегринское и Покровское сельские поселения — в сельское поселение Белокрестское с административным центром в селе Белые Кресты.

## География
Расположено на юге района. Граничит:
- на севере с Избоищским сельским поселением,
- на северо-востоке с Покровским сельским поселением,
- на юге и западе с Новгородской областью.

По территории протекают реки Белая и Чёрное, Чёрное озеро.

## Населённые пункты
В 1999 году был утверждён список населённых пунктов Вологодской области.
С 2020 года в состав сельского поселения входят 17 деревень.
| Населённый пункт      | ОКАТО          | Рег. номер | Расстояние до районного центра, км | Расстояние до центра поселения, км | Индекс | Координаты                      |
| --------------------- | -------------- | ---------- | ---------------------------------- | ---------------------------------- | ------ | ------------------------------- |
| деревня Анишино       | 19 254 812 001 | 7288       | 41                                 | —                                  | 162421 | 58°53′15″ с. ш. 35°19′17″ в. д. |
| деревня Бабушкино     | 19 254 812 002 | 7289       | 44,5                               | 3,5                                | 162421 | 58°52′39″ с. ш. 35°16′08″ в. д. |
| деревня Бельское      | 19 254 812 003 | 7290       | 49                                 | 8                                  | 162400 | 58°50′53″ с. ш. 35°13′49″ в. д. |
| деревня Горка         | 19 254 812 004 | 7292       | 51                                 | 10                                 | 162400 | 58°51′23″ с. ш. 35°11′07″ в. д. |
| деревня Григорьево    | 19 254 812 005 | 7291       | 39                                 | 2                                  | 162400 | 58°53′39″ с. ш. 35°17′54″ в. д. |
| деревня Данилково     | 19 254 812 006 | 7293       | 52                                 | 11                                 | 162400 | 58°51′51″ с. ш. 35°11′11″ в. д. |
| деревня Котово        | 19 254 812 008 | 7296       | 52,5                               | 11,5                               | 162400 | 58°52′11″ с. ш. 35°29′23″ в. д. |
| деревня Красная Горка | 19 254 812 009 | 7295       | 42                                 | 1                                  | 162400 | 58°53′03″ с. ш. 35°19′17″ в. д. |
| деревня Лукинское     | 19 254 812 010 | 7297       | 43                                 | 2                                  | 162421 | 58°52′51″ с. ш. 35°20′24″ в. д. |
| деревня Наумовское    | 19 254 812 011 | 7298       | 49                                 | 8                                  | 162400 | 58°51′04″ с. ш. 35°13′03″ в. д. |
| деревня Олисово       | 19 254 812 012 | 7299       | 50                                 | 9                                  | 162413 | 58°53′00″ с. ш. 35°27′42″ в. д. |
| деревня Подлипье      | 19 254 812 013 | 7300       | 52                                 | 11                                 | 162400 | 58°49′14″ с. ш. 35°14′23″ в. д. |
| деревня Полятино      | 19 254 812 014 | 7301       | 55                                 | 14                                 | 162400 | 58°47′48″ с. ш. 35°15′58″ в. д. |
| деревня Русино        | 19 254 812 015 | 7302       | 47                                 | 6                                  | 162400 | 58°51′50″ с. ш. 35°16′26″ в. д. |
| деревня Сиротово      | 19 254 812 016 | 7303       | 50                                 | 9                                  | 162400 | 58°52′44″ с. ш. 35°28′05″ в. д. |
| деревня Усадищи       | 19 254 812 017 | 7304       | 50                                 | 9                                  | 162400 |                                 |
| деревня Чикусово      | 19 254 812 018 | 7305       | 44                                 | 3                                  | 162400 | 58°51′54″ с. ш. 35°21′37″ в. д. |

Деревня, упразднённая 14 марта 2020 года.
| Населённый пункт | ОКАТО          | Рег. номер | Расстояние до районного центра, км | Расстояние до центра поселения, км | Индекс | Координаты |
| ---------------- | -------------- | ---------- | ---------------------------------- | ---------------------------------- | ------ | ---------- |
| деревня Ермолино | 19 254 812 007 | 7294       | 53                                 | 12                                 | 162400 |            |